# Кантон Гацо (Бјела)
Кантон Гацо је насеље у Италији у округу Бијела, региону Пијемонт.
Према процени из 2011. у насељу је живело 16 становника. Насеље се налази на надморској висини од 244 м.